# 1591
1591 (MDXCI) je bilo navadno leto, ki se je po gregorijanskem koledarju začelo na torek, po 10 dni počasnejšem julijanskem koledarju pa na petek.

## Rojstva
- 21. februar - Girard Desargues, francoski matematik, geometer († 1661)
- 16. junij - Josip Salomon Delmedigo, italijanski judovski rabi, znanstvenik in pisatelj († 1655)
- 12. avgust - Ludovika de Marillac, francoska usmiljenka, redovna ustanoviteljica usmiljenk in svetnica († 1660)
- Mustafa I. Nori, sultan Osmanskega cesarstva in kalif islama († 1639)

## Smrti
- 21. april - Sen no Rikju, japonski mojster čajnega obreda (* 1522)
- 14. december - Janez od Križa, španski karmeličanski menih in cerkveni učitelj (* 1542)
- 21. junij - Alojzij Gonzaga, italijanski jezuit in svetnik (* 1568)
- 31. december - Gáspár Károlyi, madžarski prevajalec Svetega pisma in protestantski teolog (* 1529)